# Бискупец (гмина, Новомейский повет)
Бискупец (пол. Biskupiec) — сельская гмина (волость) в Польше, входит как административная единица в Новомястский повят, Варминьско-Мазурское воеводство. Население — 9659 человек (на 2004 год).

## Демография
Данные по переписи 2004 года:
| Перепись                       | Всего   | Всего | Женщины | Женщины | Мужчины | Мужчины |
| ------------------------------ | ------- | ----- | ------- | ------- | ------- | ------- |
| Единицы                        | человек | %     | человек | %       | человек | %       |
| Население                      | 9659    | 100   | 4821    | 49,9    | 4838    | 50,1    |
| Плотность населения (чел./км²) | 40      | 40    | 20      | 20      | 20,1    | 20,1    |

## Сельские округа
1. Бабалице
2. Белице
3. Бискупец
4. Чахувки
5. Фитово
6. Гай
7. Кротошины
8. Липинки
9. Лонкорек
10. Лонкож
11. Межин
12. Осетно
13. Островите
14. Пётровице
15. Пётровице-Мале
16. Подлясек
17. Подлясек-Малы
18. Рывалдзик
19. Слупница
20. Сумин
21. Шварценово
22. Тымава-Велька
23. Варденгово
24. Велька-Вулька
25. Вонна
26. Осувко
27. Сендзице

## Соседние гмины
1. Гмина Илава
2. Гмина Яблоново-Поморске
3. Гмина Киселице
4. Гмина Кужентник
5. Гмина Ласин
6. Гмина Нове-Място-Любавске
7. Гмина Свеце-над-Осон
8. Гмина Збично